# Jan Ysbrands Galama

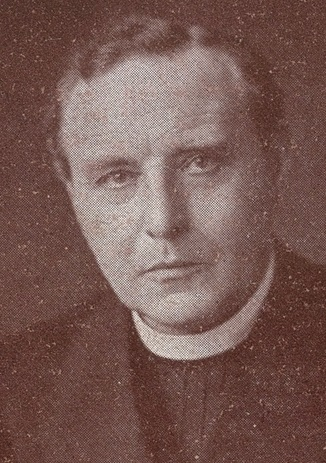
Jan Ysbrands Galama (um 1935)

Jan Ysbrands Galama (* 24. Februar 1885 in Tjerkwerd (Tsjerkwert), Súdwest-Fryslân; † 20. Juni 1942 in Dachau) war ein niederländischer römisch-katholischer Pfarrer, der im KZ Dachau ermordet wurde.

## Leben
Er war das siebte und jüngste Kind von Ysbrand Gaeles Galama und Aaltje Taekes geb. van der Wey. Beide Eltern starben, als er noch ein Kleinkind war. 1910 wurde er zum Priester geweiht. Die Primiz feierte er in der katholischen Kirche in Blauwhuis (Blauhûs). Nach Seelsorgetätigkeiten in Zevenaar, Soest und Dalfsen wurde er 1931 Pfarrer an der St.-Pankratius-Kirche in ’s-Heerenberg.

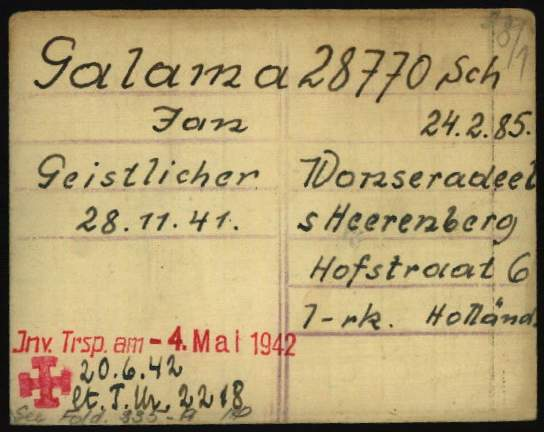
Registrierungskarte von Jan Ysbrands Galama als Gefangener in nationalsozialistischen Konzentrationslager Dachau

Nach der deutschen Besetzung der Niederlande 1940 verlas er am 3. August 1941 während der heiligen Messe den Hirtenbrief der niederländischen Bischöfe, in dem diese die nationalsozialistische Weltanschauung und die NS-Kirchenpolitik zurückwiesen und gegen Mitglieder faschistischer Organisationen die Exkommunikation aussprachen, und er bekräftigte für seine Person, dass er Mitgliedern der NSB die Kommunion verweigern werde. Daraufhin wurden er und seine Kapläne Marinus Adrianus van Rooijen und Regnerus Hendericus Franciscus Hegge verhaftet und mit der Begründung, sie hätten einen „deutschfeindlichen Brief verbreitet und das Volk deutschfeindlich beeinflußt“, ins KZ Dachau deportiert. Dort starb van Rooijen am 16. Juni 1942 und Galama vier Tage später als Folge von Unterernährung und schweren Misshandlungen. Hegge wurde Mitte April 1945 im KZ Bergen-Belsen befreit.